# Nový Kohoutov
Nový Kohoutov (něm. Neu-Koken) je osada, součást (základní sídelní jednotka) obce Kohoutov v okrese Trutnov. Nachází se asi 1¾ km na severozápad od centra Kohoutova, necelých 7 km severovýchodně od města Dvůr Králové nad Labem. Sídlo, obklopené lesy, je rozloženo podél silnice, jež vede z Kohoutova k severozápadu, směrem na Kocbeře; na východní straně osadu míjí horní tok potoka Drahyně. V roce 2001 zde bylo evidováno 11 domů a trvale žilo 26 obyvatel.
Nový Kohoutov leží v katastrálním území Kohoutov o rozloze 7,41 km2.

## Historie
Osada vznikla ve 30. letech 19. století.